# Оссон, Катрин
Катрин Оссон (фр. Catherine Osson; род. 7 февраля 1974[…], Круа) — французский политик, бывший депутат Национального собрания Франции.

## Биография
Родилась 7 февраля 1974 года в городе Круа (департамент Нор). Окончила лицей Эмиля Золя в Ваттрело, получила диплом лиценциата по географии в университете Лилль I. В 1997 году получила диплом школьного учителя, с 2000 года работала в Ваттрело учителем, а с 2007 года — директором школы.
В 2008 года начала политическую деятельность, пройдя по списку социалистов в городской совет Ваттрело, где заняла пост вице-мэра. В 2015 году была избрана в Совет департамента Нор от кантона Рубе-2.
Катрин Оссон является активным участником Социалистической партии, членом ее Национального Совета. Ее выдвижение в качестве кандидата движения Вперёд, Республика! на выборах в Национальное собрание 2017 года по 8-му избирательному округу департамента Нор вызвало резкую полемику между социалистами и сторонниками Эмманюэля Макрона, в особенности, жителями Рубе. Несмотря на это, она одержала на выборах убедительную победу, получив 62,95 % голосов во 2-м туре.
После избрания депутатом она сдала мандат советника департамента Нор, но сохранила мандат муниципального советника в Ваттрело.
В Национальном собрании она являлась членом Комиссии по финансам, общей экономике и бюджетному надзору, а также вице-президентом группы по изучению здоровья школьников и группы франко-бельгийской дружбы.
На выборах в Национальное собрание в 2022 году вновь баллотировалась от партии Вперёд, Республика! по 8-му избирательному округу департамента Нор, вышла во второй тур, где проиграла с 40,1 % голосов кандидату от партии Непокоренная Франция Давиду Гиро.

## Занимаемые выборные должности
16.03.2008 — 20.06.2017 — вице-мэр города Ваттрело 

30.03.2015 — 20.06.2017 — член Совета департамента Нор от кантона Рубе-2

21.06.2017 — 21.06.2022 — депутат Национального собрания Франции от 8-го избирательного округа департамента Нор 

с 20.06.2017 — член муниципального совета города Ваттрело